# Saccogynidium rigidulum
Saccogynidium rigidulum là một loài rêu tản trong họ Geocalycaceae. Loài này được (Nees) Grolle miêu tả khoa học lần đầu tiên năm 1960.